# Pelléas et Mélisande (Maeterlinck)
Peleás e Melisanda (em francês:  Pelléas et Mélisande) é uma peça de teatro simbolista de Maurice Maeterlinck sobre o amor proibido e amaldiçoado dos personagens do título. Foi publicada e encenada pela primeira vez em 1893.
A obra ganhou grande popularidade e serviu de libreto a uma ópera com o mesmo título do compositor Claude Debussy. Inspirou outros compositores contemporâneos, por exemplo, Gabriel Fauré, Arnold Schoenberg e Jean Sibelius.

## Resumo
Golaud descobre Mélisande num ribeiro no bosque. Ela perdeu a sua coroa na água, mas não deseja recuperá-la. Eles casam-se, e ela logo conquista o favor de Arkël, avô do Golaud e rei de Allemonde, que está doente. Mas ela se apaixona por Pelléas, irmão de Golaud. Encontram-se junto à fonte, onde Mélisande perde o seu anel de casamento. Golaud suspeita crescentemente dos amantes, tendo o seu filho Yniold a espiá-los e, descobrindo-os a acariciarem-se, mata Pelléas e fere Mélisande. Mais tarde, ela morre após dar à luz uma menina anormalmente pequena.

## Temas
O tema principal é o ciclo de criação e destruição. Pelléas e Mélisande unem-se pelo amor, mas, passo a passo, caminham para o seu fim fatal. Maeterlinck tinha estudado a metafísica pitagórica e acreditava que a acção humana era guiada por Eros (amor/esterilidade) e por Anteros (vingança/caos). A justaposição destas duas forças gera um ciclo interminável de calma, seguida de discórdia e depois altera-se. Pelléas e Mélisande estão tão apaixonados que menosprezam o valor do casamento, provocando a ira de Anteros, que traz a vingança e a morte, e que restaura a ordem.
Vários factores indicam o reinado inicial de Eros na peça. Há fome no reino de Arkël, indicando que o tempo para a mudança está a chegar. Os servos queixam-se de que não podem lavar bem a sujeira da escadaria do castelo.
A água é um elemento-chave na peça. Ela aparece de várias formas em todo a obra: Golaud descobre Mélisande num ribeiro, esta chegou ao Reino por mar, ela perde o seu anel de casamento numa fonte, Golaud e Pelléas descobrem águas fétidas sob o castelo de Arkël, Mélisande é frequentemente vista a chorar e menciona as suas lágrimas várias vezes. Além disso, a maioria dos nomes dos personagens contêm consoantes líquidas: Pelléas,  Mélisande, Arkël, Yniold, o que parece estar relacionado com a figura mítica Melusina do folclore francês.
A peça Pelléas and Mélisande pode ser considerada como um conto de fadas.

## Estreia
Pelléas and Mélisande estreou em 17 de Maio 1893 no Théâtre des Bouffes Parisiens sob a direção de Aurélien Lugné-Poe. Lugné-Poe, possivelmente inspirando-se nos Nabis, um grupo avant-garde de pintores simbolistas, usou muito pouca iluminação no palco, retirou a ribalta e colocou um véu de gaze no palco, dando ao espectáculo um efeito sobrenatural e de sonho. Esta era a antítese do realismo que era popular no teatro francês na época.
Maeterlinck estava tão nervoso na noite de estreia que não assistiu à récita. Os críticos ridicularizaram o espectáculo, mas os pares de Maeterlinck receberam-no mais positivamente. Octave Mirbeau, a quem Maeterlinck dedicara a sua peça, ficou impressionado com a obra, o que estimulou uma nova direcção na encenação e na actuação teatral.

## Na música
A peça tem sido a base de várias obras musicais. Talvez a mais conhecida seja a Pelléas et Mélisande (1902) ópera do mesmo nome de Claude Debussy. Em 1898, Gabriel Fauré escreveu música incidental para apresentações da peça em Londres e pediu a Charles Koechlin para a orquestrar, a partir da qual ele mais tarde extraiu uma suíte. A história inspirou a Arnold Schoenberg uma das suas primeiras obras, o poema sinfónico Pelléas und Melisande de 1902–03. Jean Sibelius também escreveu música incidental por ela em 1905; a secção "No portão do castelo" ganhou fama como a música introdutória do programa da BBC The Sky at Night (O Céu à Noite).

## Nota
- Este artigo foi inicialmente traduzido, total ou parcialmente, do artigo da Wikipédia em inglês cujo título é «Pelléas and Mélisande».